# Парауапебас (микрорегион)

Парауапебас на карте.

Парауапебас (порт. Microrregião de Parauapebas) — микрорегион в Бразилии, входит в штат Пара. Составная часть мезорегиона Юго-восток штата Пара. Население составляет 255 755 человек на 2010 год. Площадь — 22 472,364 км². Плотность населения — 11,38 чел./км².

## Демография
Согласно сведениям, собранным в ходе переписи 2010 г. Национальным институтом географии и статистики (IBGE), население микрорегиона составляет:
| Полное население                             | Полное население                             | Полное население                             | Полное население                             | 255 755 |
| -------------------------------------------- | -------------------------------------------- | -------------------------------------------- | -------------------------------------------- | ------- |
| в том числе:                                 | Городское население                          | 193 401                                      | Процент городского населения, %              | 75,62   |
|                                              | Сельское население                           | 62 354                                       | Процент сельского населения, %               | 24,38   |
|                                              | Мужское население                            | 131 576                                      | Процент мужского населения, %                | 51,45   |
|                                              | Женское население                            | 124 179                                      | Процент женского населения, %                | 48,55   |
| Плотность населения, чел/км²                 | Плотность населения, чел/км²                 | Плотность населения, чел/км²                 | Плотность населения, чел/км²                 | 11,38   |
| Население микрорегиона в % к населению штата | Население микрорегиона в % к населению штата | Население микрорегиона в % к населению штата | Население микрорегиона в % к населению штата | 3,37    |

## Статистика
- Валовой внутренний продукт на 2003 год составляет 1 641 808 559,00 реалов (данные: Бразильский институт географии и статистики).
- Валовой внутренний продукт на душу населения на 2003 год составляет 9252,66 реалов (данные: Бразильский институт географии и статистики).
- Индекс развития человеческого потенциала на 2000 год составляет 0,705 (данные: Программа развития ООН).

## Состав микрорегиона
В составе микрорегиона включены следующие муниципалитеты:
1. Канаан-дус-Каражас
2. Куриунополис
3. Элдораду-дус-Каражас
4. Парауапебас
5. Агуа-Азул-ду-Норти